# 加姆伍茲鎮區 (阿肯色州洛諾克縣)
加姆伍茲鎮區（英語：Gum Woods Township）是位於美國阿肯色州洛諾克縣的一個行政鎮區。

## 地方資料
加姆伍茲鎮區的面積為97.22平方千米，當中陸地面積為95.94平方千米，而水域面積為1.28平方千米。根據2010年美國人口普查的數據，當地共有人口2997人，而人口密度為每平方千米30.83人。